# Caio Pompeu Longo Galo
Caio Pompeu Longo Galo ou Caio Pompeu Longino Galo (em latim: Gaius Pompeius Longus / Longinus Gallus) foi um senador romano eleito cônsul em 49 com Quinto Verânio. Era filho de Públio Pompeu. Depois do consulado, foi nomeado procônsul da Ásia.